# Acanthogorgia densiflora
Acanthogorgia densiflora is een zachte koraalsoort uit de familie Acanthogorgiidae. De koraalsoort komt uit het geslacht Acanthogorgia. Acanthogorgia densiflora werd in 1908 voor het eerst wetenschappelijk beschreven door Kükenthal & Gorzawsky. 